# خط راه‌آهن تهران-تبریز

نقشه شبکه خطوط ریلی ایران

خط راه‌آهن تهران-تبریز یکی از خطوط راه‌آهن مهم در ایران است. ساخت این راه‌آهن از سال ۱۳۱۷ در تهران آغاز و تا سال ۱۳۲۱ ساخت و ریل‌گذاری آن تا شهرستان میانه در آذربایجان شرقی به پایان رسید. اما جنگ جهانی دوم مانع ادامه کار شد، با خاتمه جنگ، ریل‌گذاری از میانه از سر گرفته شد و در تاریخ ۴ اردیبشهت ۱۳۳۷ این خط به بهره‌برداری رسید.

## ایستگاه
| ایستگاه                   | کیلومتر (از مبدأ ایستگاه تهران) | خط اتصال                                                |
| ------------------------- | ------------------------------- | ------------------------------------------------------- |
| ایستگاه راه‌آهن تهران      | .                               | راه‌آهن سراسری ایران، خط راه‌آهن تهران-مشهد               |
| ایستگاه راه‌آهن کرج        | ۴۰                              |                                                         |
| ایستگاه راه‌آهن آبیک       | ۹۲                              |                                                         |
| ایستگاه راه‌آهن قزوین      | ۱۴۴                             | خط راه‌آهن قزوین-رشت                                     |
| ایستگاه راه‌آهن تاکستان    | ۱۷۸                             |                                                         |
| ایستگاه راه‌آهن خرمدره     | ۲۲۷                             |                                                         |
| ایستگاه راه‌آهن سلطانیه    | ۲۸۰                             |                                                         |
| ایستگاه راه‌آهن زنجان      | ۳۱۴                             |                                                         |
| ایستگاه راه‌آهن سرچم       | ۳۸۳                             |                                                         |
| ایستگاه راه‌آهن پلدختر     | ۴۰۱                             |                                                         |
| ایستگاه راه‌آهن میانه      | ۴۳۹                             | خط راه‌آهن میانه-بستان‌آباد-تبریز، خط راه‌آهن میانه-اردبیل |
| ایستگاه راه‌آهن بابک       | ۴۸۷                             |                                                         |
| ایستگاه راه‌آهن خراسانک    | ۴۸۷                             |                                                         |
| ایستگاه راه‌آهن صائب       | ۵۱۳                             |                                                         |
| ایستگاه راه‌آهن هشترود     | ۵۲۶                             |                                                         |
| ایستگاه راه‌آهن آتش بخ     | ۵۳۷                             |                                                         |
| ایستگاه راه‌آهن سراجو      | ۵۴۷                             |                                                         |
| ایستگاه راه‌آهن سهند       | ۵۶۹                             |                                                         |
| ایستگاه راه‌آهن گل تپه     | ۵۸۲                             |                                                         |
| ایستگاه راه‌آهن خواجه نصیر | ۵۹۲                             |                                                         |
| ایستگاه راه‌آهن مراغه      | ۶۰۷                             | خط راه‌آهن مراغه-ارومیه                                  |
| ایستگاه راه‌آهن بناب       | ۶۳۳                             |                                                         |
| ایستگاه راه‌آهن عجب‌شیر     | ۶۴۵                             |                                                         |
| ایستگاه راه‌آهن پرویز بهمن | ۶۷۵                             |                                                         |
| ایستگاه راه‌آهن آذرشهر     | ۶۸۶                             |                                                         |
| ایستگاه راه‌آهن زارعی      | ۷۰۲                             |                                                         |
| ایستگاه راه‌آهن عباسی      | ۷۲۰                             |                                                         |
| ایستگاه راه‌آهن تبریز      | ۷۳۵                             | خط راه‌آهن میانه-بستان‌آباد-تبریز، خط راه‌آهن تبریز-جلفا   |